# Santiago Morán Cisneros

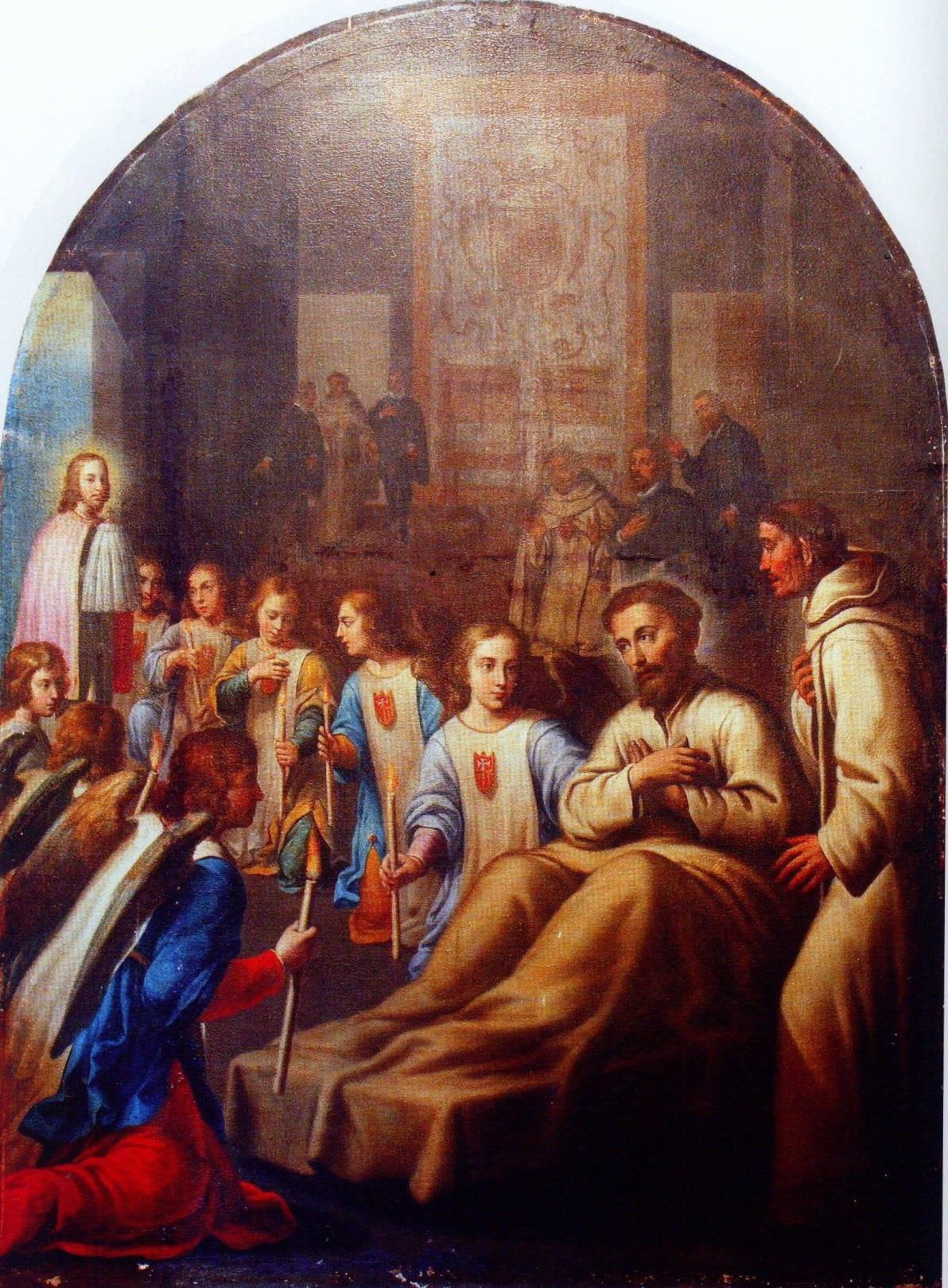
Última comunión de san Ramón Nonato, 1656, Rivas-Vaciamadrid, Convento de Santa Cecilia de Rivas, capilla del Cristo.

Santiago Morán Cisneros, pintor barroco español, activo en Madrid entre 1634 y 1673.
Hijo de Santiago Morán, pintor de cámara de Felipe III, y de su segunda esposa, Catalina de Cisneros, parece probable que se formase en el taller paterno, como podría comprobarse en la Presentación de la Virgen en el templo, depósito del Museo del Prado en el Museo de San Telmo de San Sebastián, obra que, pese a estar firmada en 1654, manifiesta aún características propias de la pintura de comienzos de siglo, con la descripción minuciosa del vestido de la Virgen.
La primera noticia documentada de este pintor es su firma en 1634, junto con otros pintores, comprometiéndose por sí y «los que serán de aquí adelante» a sacar en procesión el paso de los Siete Dolores en la procesión del Viernes Santo, origen de un largo pleito que enfrentaría al gremio de pintores de Madrid por cuestiones de honra profesional. Todavía en 1662 le afectará uno de los últimos coletazos de ese pleito, cuando fue designado para sacar el paso al negarse a hacerlo por sus muchas obligaciones Francisco Rizi, a quien correspondía. En 1658 casó a su hija, doña María González Muñiz, con don Agustín Muñoz de Rojas. El título del yerno, caballero de la Orden Imperial Angélica de San Jorge, y las elevadas cantidades aportadas como dote, indican que el pintor gozaba de una posición social y económica respetable. En 1663 debía de hallarse gravemente enfermo, pues dictó su testamento en Valladolid, pero en 1670 se publicaron Las tres Musas últimas Castellanas de Francisco de Quevedo con estampas calcográficas de Marcos Orozco que representan a las tres Musas según dibujos proporcionados por Morán, y todavía en 1673 firmó el San Pedro liberado por el ángel de la iglesia de San Pedro de Ávila.
En la producción de Morán destacan los tres lienzos de historias mercedarias pintados para la Capilla del Cristo de Rivas-Vaciamadrid, firmados en 1656: Aparición de la Virgen a San Ramón Nonato, La Virgen entre San Pedro Nolasco y San Ramón Nonato y Cristo llevando el viático a San Ramón Nonato, de color ligero y una preocupación espacial nueva que pudo haber tomado de Velázquez.